# Мельникова, Анна Александровна
Анна Мельникова (17 августа 1985 года, Москва) — российский танцор.

## Биография
Родилась 17 августа 1985 года в Москве. С раннего детства увлекалась фигурным катанием.
Бальные танцы пришли в её жизнь, когда ей было 11. Соревновательная карьера Мельниковой началась в 1999 году в Москве,где она выступила на открытом чемпионате в паре с Евгением Имрековым.
После этого девушка закончила сотрудничество с ним и начала выступать с Артемом Епифоновым. Через некоторое время она отправилась в Англию, где стала выступать в паре с Кевином Клифтоном.
В 2006 году переехала в Италию и встала в пару со Стефано Ди Филиппо, с итальянцем она завоевала статус чемпионки мира ,европы и в парк с стефано они завоевали все титульные чемпионаты мира ,и престижные  соревнования x .
В 2009 году Анна решила вернуться в Россию и выступать вместе с Вячеславом Крикливым. Партнеры присоединились к Российскому танцевальному союзу. В этот период девушка внесла в список достижений 3-е место на WDC World Cup Latin.
Следующим партнером стал Юстинас Дукнаускас, с которым она выступала за Литву. Пара отметилась победой на WDC World Professional South American Showdance. После этого с ней танцевали Нино Ланжелла, а затем Анна продолжает свою карьеру  выступая в шоу программе в парк с Виктором да Силва (Португалия) и Франко Формика (Германия) ! .
В 2020 году участвовала в проектах «Танцы со звёздами в паре с российским Актером Андреем Чернышовым  » И в паре с мужем чемпионом мира по шоу танцу  участвовала в проекте Dance Revolution russia , где они в паре были в гранд финале «Dance Революция»   Сейчас Анна Мельникова и Стефано Ди Филиппо возобновляют свое чемпионское партнерство после 12 лет !

## Личная жизнь
Первый раз была замужем за Юстинасом Дукнаускасом. От брака с ним есть дочь Милиана. Милиана Дукнаускайте родилась в Вильнюсе , Литва 05.07.2013 года. 
Второй раз вышла замуж за Дениса Тагинцева. В 2021 году стало известно, что от брака с ним у неё родится дочь. Она родилась 24 апреля. Её назвали Николь.

## Награды
- Чемпионка мира по латиноамериканским танцам[10][11][12].
- Чемпионка Европы по латиноамериканским танцам[10][12].
- Чемпионка Италии по латиноамериканским танцам[10].
- Чемпионка мира по Шоу среди профессионалов[10].
- Победительница Блэкпульского фестиваля[10].

## Факты
- Мельникова является совладелицей клуба «GallaDance» в Нижнем Новгороде[7].[значимость факта?]